# Mark Dayton
Mark Brandt Dayton (Minneapolis, 26 januari 1947) is een Amerikaans politicus. Tussen 2011 en 2019 was hij gouverneur van de Amerikaanse staat Minnesota. Dayton is lid van de Minnesota Democratic–Farmer–Labor Party, die in Minnesota de Democratische Partij vertegenwoordigt.

## Loopbaan
Dayton was onder andere twee jaar onderwijzer in New York en later actief als financieel directeur bij een maatschappelijk werk bedrijf in Boston. Ook was hij een politiek assistent van Walter Mondale tijdens zijn periode als senator. In 2000 was Dayton de Democratische kandidaat om het op te nemen tegen de Republikeinse zittend senator Rod Grams en versloeg hem in de verkiezing. In 2005 maakte hij bekend niet mee te doen aan de volgende verkiezingen en hij werd opgevolgd door partijgenoot Amy Klobuchar.
In 2010 stelde Dayton zich verkiesbaar om gouverneur van Minnesota te worden. Na het winnen van de Democratische voorverkiezing moest hij het in de algemene gouverneursverkiezingen opnemen tegen de Republikein Tom Emmer, die hij nipt versloeg. Op 3 januari 2011 werd Dayton ingezworen als gouverneur in Minnesota's hoofdstad Saint Paul.
In 2014 werd Dayton herkozen, maar na twee termijnen besloot hij zich bij de verkiezingen van 2018 niet opnieuw verkiesbaar te stellen. Hij werd in januari 2019 opgevolgd door zijn partijgenoot Tim Walz.
- Gemeinsame Normdatei: 1196748144
- International Standard Name Identifier: 0000 0000 5418 7959
- Library of Congress Control Number: no2007134579
- SNAC: w6kh1kq3
- Biographical Directory of the United States Congress: D000596
- Virtual International Authority File: 19471482
- WorldCat: E39PBJbMbhD3rFYPkvbTbRpXVC